# ヨハン・デミュインク

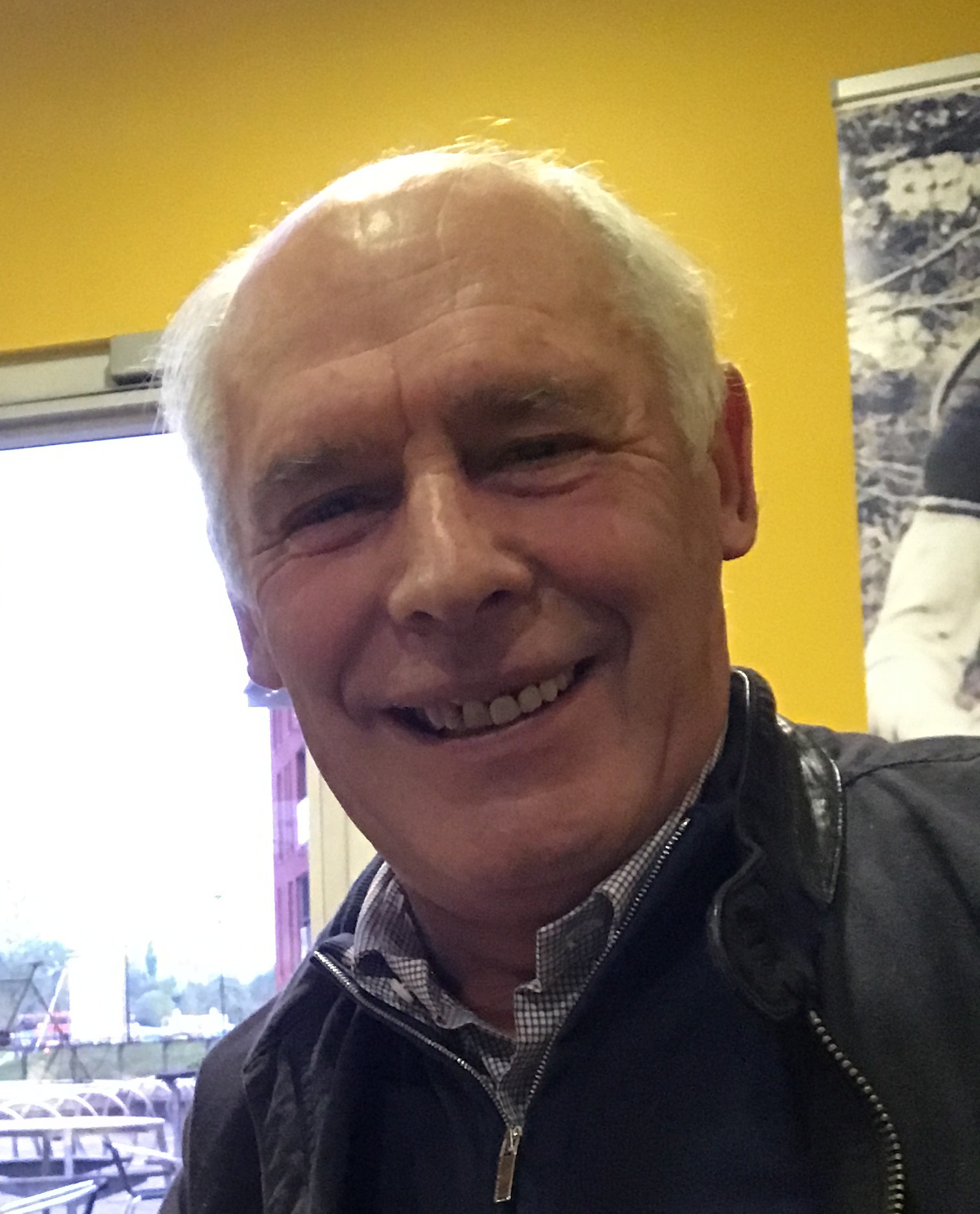

ヨハン・デミュインク（Johan de Muynck、1948年5月30日 - ）は、ベルギー、スレイディンヘ出身の元自転車競技（ロードレース）選手。1978年のジロ・デ・イタリア総合優勝者である。

## 主な戦績
1971年から1983年までプロ生活を送った。
1973年、ブラバントス・パイル優勝。
1976年、ツール・ド・ロマンディ総合優勝、区間3勝。ジロ・デ・イタリア総合2位。
1978年、ジロ・デ・イタリア総合優勝、区間1勝。ツール・ド・ロマンディ総合3位。
1980年、ツール・ド・フランス総合4位。ブエルタ・ア・エスパーニャ総合7位。
1981年、ツール・ド・フランス総合7位。